# 镇州 (辽朝)
47°52′31″N 104°14′48″E / 47.875322°N 104.246557°E
镇州，辽朝时设置州。属于上京道西北路。
镇州就是原来回纥的可敦城。辽圣宗统和二十二年（1004年）设立镇州建安军节度使，西北路都招讨司治于此，治所在今蒙古国布尔干省土拉河和鄂尔浑河之间青托罗盖城，从城墙遗迹来看，镇州古城又分为南北两城。镇州不辖县。为蕭撻凜上表请求修建的三州之一（维州、防州、镇州）。1124年，耶律大石称王，到达镇州可敦城建立根据地。辽朝灭亡后，成为克烈部游牧区。

### 資料
- 《中國行政區劃通史·遼金卷》